# Гайльнау
Гайльнау (нем. Geilnau) — община в Германии, в земле Рейнланд-Пфальц.
Входит в состав района Рейн-Лан. Подчиняется управлению Диц. Население составляет 368 человек (на 31 декабря 2010 года). Занимает площадь 2,25 км².
На территории коммуны расположен православный мужской скит святителя Спиридона Тримифунтского, входящий в юрисдикцию Среднеевропейской епархии Сербской православной церкви.